# Гучугур
Гучугур, Кучугур (монг. Хучүгүр) — монгольский военачальник и нойон-тысячник, один из сподвижников Чингисхана. 
Гучугур и его старший брат Дегай происходили из племени бэсут. После смерти мужа, убитого воинами тайджиутов, мать юношей Байдур-хатун, опасаясь за жизнь сыновей, отдала их на службу будущему Чингисхану — молодому нойону Тэмуджину. С возвышением Тэмуджина Гучугур получил должность плотника, обязавшись заведовать телегами для перекочёвки.
За заслуги перед Тэмуджином Гучугур и его брат впоследствии были пожалованы в нойоны-тысячники. Случилось так, что при развёрстке войск для Гучугура не хватило людей, и тогда Чингисхан повелел ему управлять тысячей совместно с другим своим нукером — Мулхалху. 
По «Джами ат-таварих», сыновьями Гучугура были Буртаджин-курчи и Кутила-курчи. Буртаджин-курчи состоял кешиктеном при младшем сыне Чингисхана Толуе, а Кутила-курчи был командующим тысячи войска. 

## В культуре
Гучугур и его брат Дегай упоминаются в романе И. К. Калашникова «Жестокий век» (1978).